# Wang Chan-pin
Wang Chan-pin (čínsky pchin-jinem Wáng Hànbīn, znaky zjednodušené 王汉斌, tradiční 王漢斌; * srpen 1925) je bývalý čínský komunistický právník a politik, v 80. a 90. letech se podílel na formování čínského zákonodárství když působil v legislativním výboru stálého výboru Všečínského shromáždění lidových zástupců, v letech 1988–1998 byl místopředsedou stálého výboru Všečínského shromáždění lidových zástupců a v letech 1992–1997 členem vedení Komunistické strany Číny jako kandidát politbyra.

## Život
Wang Chan-pin se narodil 27. března 1915 v Chuej-anu na pobřeží provincie Fu-ťien. Do Komunistické strany Číny vstoupil v roce 1941 v Rangúnu, kde žil a studoval. V letech 1942–1946 studoval na Jihozápadní univerzitě. Po roce 1946 byl redaktorem novin v Pekingu, pracoval v ilegální komunistické organizaci na univerzitě Čching-chua.
Po vzniku Čínské lidové republiky v roce 1949 působil jako funkcionář v pekingském městském výboru KS Číny, mimo jiné jako jeden z tajemníků městského výboru, od roku 1958 vykonával funkci zástupce generálního sekretáře pekingského městského výboru strany. Roku 1966 byl během kulturní revoluce odvolán z politických funkcí a převeden k manuální práci.
Roku 1975 mu bylo umožněno vrátit se k vedoucí práci, když byl jmenován místopředsedou revolučního výboru jedné z pekingských továren. V letech 1977–1979 byl ředitelem Úřadu pro politický výzkum Čínské akademie věd. Od roku 1979 byl vedoucím kanceláře legislativního výboru shromáždění, od roku 1980 také zástupcem generálního sekretáře stálého výboru Všečínského shromáždění lidových zástupců (VSLZ), současně působil i v aparátu politické a právní komise ÚV KS Číny. Na XII. sjezdu KS Číny v září 1982 byl zvolen členem ústředního výboru KS Číny (znovuzvolen 1987 a 1992, do 1997). V letech 1983–1988 povýšil na generálního sekretáře stálého výboru Všečínského shromáždění lidových zástupců a předsedu legislativního výboru stálého výboru. V dubnu 1988 byl zvolen místopředsedou stálého výboru Všečínského shromáždění lidových zástupců. Na XIV. sjezdu KS Číny v říjnu 1992 byl zvolen kandidátem politbyra (jedno volební období, do září 1997) a v březnu 1993 byl znovuzvolen místopředsedou stálého výboru VSLZ na další funkční období.
Na XV. sjezdu KS Číny v září 1997 vypadl z vedení strany, když přišel o místo v politbyru i ústředním výboru. Následující jaro (v březnu 1998) odešel i z Všečínského shromáždění lidových zástupců na penzi.
Jeho manželkou je Pcheng Pchej-jün, předsedkyně Všečínského svazu žen a místopředsedkyně stálého výboru VSLZ (obojí 1998–2003).